# Francesco Fiorentino (építész)
Francesco Fiorentino, Franciscus Italicus, vagy Franciscus Italus Florentines - magyar forrásban előfordul az Olasz Ferenc névforma is -  (? - Krakkó, 1516. október 16.) reneszánsz építész, Firenzéből származik. Nevéhez köthető a Wawel királyi palotájának átalakítási munkálatai.
Életéről keveset tudunk, holott a lengyelországi reneszánsz első kiemelkedő alkotója volt.
1458-69-ben Kolozsvárott élt, és pénzveréssel foglalkozott, legalábbis e célból ezüstöt szerzett be, és kiderült róla, hogy Nicolaus Aurifaber szebeni polgármester lányát vette feleségül, továbbá, hogy beszélt magyarul. 1470-ben a gyalui vár és "Zenthmyhalkewe" várának fenntartásával Franciscus Italicust bízta meg a kolozsmonostori konvent.  Egy 1485-ben született kolozsvári ingatlancseréről szóló feljegyzés szerint a szóban forgó szőlő Italicusé volt valaha, tehát ekkor már feltehetően elköltözött Kolozsvárról, és Budán élt. 1491-ben és 1493-ban már Esztergomban találjuk, ahol kőfaragással és fémekkel foglalkozott.
1501-ben érkezett Lengyelországba Budáról. Habsburg Erzsébet lengyel királyné megbízása alapján 1502-1505 között a waweli székesegyházban Jan Olbracht kápolnájának munkálataiban vett részt. 1507-1516 között III. Zsigmond lengyel király utasítására a királyi palota újjáépítését vezette, amire az 1499-es tűzvész miatt volt szükség. A palota reneszánsz stílusban épült újra, a belső díszudvar kialakítása és a fríz díszítés is Francesco munkáját dicsérik.
Életrajzának töredékei alapján feltehető, hogy egy ügyes kezű mesteremberről van szó, aki mint fémekkel foglalkozó ötvös, vagy öntő szakember kerülhetett Erdélybe, ahol épületek, várak karbantartásával bízták meg. Ezt követően került I. Mátyás magyar király udvarába, s dolgozott Esztergomban és Budán, I. Zsigmond lengyel király pedig Krakkóba hívta, ahol haláláig dolgozott. A töredékességre jellemző, hogy alkotásait már csak az utókor művészettörténete köti nevéhez, azokról írásos bizonyítékok nem állnak rendelkezésre. Stefania Zahorska lengyel művészettörténész vélt felfedezni hasonlóságot esztergomi és krakkói művek közt, s vonta le a következtetést, hogy azok Franciscus Italicus alkotásai.